# نامونا (بقعة)
نامونا هي بلدة في مقاطعة بقعة في ولاية طشقند في أوزبكستان.